# OpenWrt
OpenWrt是适用于嵌入式设备的一个Linux发行版。
相对原厂固件而言，OpenWrt不是一个单一、静态的固件，而是提供了一个可添加软件包的可写的文件系统。这使使用者可以自由的选择应用程序和配置，而不必受设备提供商的限制，并且可以使用一些适合某方面应用的软件包来定制你的设备。对于开发者来说，OpenWrt是一个框架，開發者不必麻烦地构建整个固件就能得到想要的应用程序；对于使用者来说，这意味着完全定制的能力，與以往不同的方式使用设备，OPKG包含超过3500个软件。
默认使用LuCI作为web交互界面。
OpenWrt另有一个复刻分支项目，名为LEDE，两者于2018年1月合并，合并后的项目使用OpenWrt的名字、LEDE的源代码。

## 歷史
2002年底Linksys公司推出WRT-54G，一款基于MIPS架构的无线路由器，使用802.11g标准使得带宽在理论上能够达到54M，在當時是一次巨大的进步。WRT-54G作業系統以Linux取代VxWorks，哥伦比亚大学法学院教授Eben Moglen向Linksys提出开源要求。
2003年7月，Linksys迫于压力，开源了WRT54G的固件；2004年，Sveasoft公司发布了Alchemy。從此无线路由器进入了可以刷机的时代。
2004年1月出現所謂的OpenWRT，第一个版本是基于Linksys源码及uclibc中的buildroot项目。
2005年初，BrainSlayer发布了一个新的发行版：DD-WRT。接著又有HyperWRT。同年，OpenWRT开发小組释出第一个 “experimental” 版本，这版本跟Linksys的GPL源码已大相徑庭，使用Linux核心源码2.4.3x，還使用了更模組化的buildroot2。
2007年，“White Russian” 版本发布
2011年9月21日，juhosg接手OpenWrt，並释出了wr703n的官方源码。
2013年4月，OpenWrt 12.09 发布，Linux核心版號為3.3版。
由於WRT54G價格低廉，OpenWrt又開源免費，它在当时成為了学习嵌入式Linux的最佳平台。OpenWrt本身未带任何UI，需要通过LuCI，webif等各种延伸界面，LuCI界面是使用率最高的Web管理界面。 

### 釋出版本
| 版本                                   | 一般可用   | 内核              | 最新小版本 | 发布日期   | 產品壽命結束   | libc   | 注解 |
| -------------------------------------- | ---------- | ----------------- | ---------- | ---------- | -------------- | ------ | --- |
| first Stable Release                   | 2004-01    | ?                 | 不適用     | 不適用     | 不適用         | uClibc | Based on Linksys GPL sources for WRT54G and a buildroot from the uClibc project |
| 0.9 (White Russian)                    | 2007-02-05 | 2.4.30            | 不適用     | 不適用     | 不適用         | uClibc | NVRAM-based, nas, wl. Supported platform: brcm-2.4. |
| 7.06 (Kamikaze)                        | 2007-06-02 | 2.6.19            | 7.09       | 2007-09-30 |                | uClibc | Using opkg. Supported platforms: atheros-2.6, au1000-2.6, brcm-2.4, brcm47xx-2.6, ixp4xx-2.6, imagicbox-2.6, rb532-2.6 and x86-2.6. |
| 8.09 (Kamikaze)                        | 2009-02-19 | 2.6.26            | 8.09.2     | 2010-01-10 |                | uClibc | New platform: ar71xx. |
| 10.03 (Backfire)                       | 2010-04-07 | 2.6.32            | 10.03.1    | 2011-12-21 |                | uClibc | Supported platforms: adm5120_mips, adm5120_mipsel, ar7, ar71xx, atheros, au1000, avr32, brcm-2.4, brcm47xx, brcm63xx, cobalt, ep80579, ifxmips, ixp4xx, kirkwood, octeon, orion, ppc40x, ppc44x, rb532, rdc, x86 and xburst.                                                      |
| 12.09 (Attitude Adjustment)            | 2013-04-25 | 3.3               | 不適用     | 不適用     | 不適用         | uClibc | CoDel (network scheduler) backported from Linux 3.5 to 3.3. New platforms: ramips, bcm2708 (Raspberry Pi) and others. |
| 14.07 (Barrier Breaker)                | 2014-10-02 | 3.10.49           | 不適用     | 不適用     | 不適用         | uClibc | New platforms: i.MX23, i.MX6. |
| 15.05 (Chaos Calmer)                   | 2015-09-11 | 3.18.20           | 15.05.1    | 2016-03-16 | 2016, March    | uClibc | nftables (available since Linux kernel 3.12); New platforms: TBA if any |
|                                        |            |                   |            |            |                |        | |
| 17.01.0 (Reboot (OpenWrt/LEDE))        | 2017-02-22 | 4.4.50            | 17.01.7    | 2019-06-20 | 2019, June     | musl   | There were only release notes for "OpenWrt/LEDE 17.01.7 - Seventh Service Release - June 2019" with a code revision "rTODO-2252731af4". The official announcement of "OpenWrt/LEDE v17.01.7 service release" was never made in the OpenWrt Forum due to GPG signing certs issues. |
| 18.06.0                                | 2018-07-31 | 4.9.111 / 4.14.52 | 18.06.9    | 2020-12-09 | 2020, December | musl   | |
| 19.07.0                                | 2020-01-06 | 4.14.162          | 19.07.10   | 2022-04-20 | 2022, April    | musl   | WPA3 support. Flow offloading (beta). |
| 21.02.0                                | 2021-09-04 | 5.4.143           | 21.02.7    | 2023-05-01 | 2023, May      | musl   | WPA3, TLS and HTTPS support included by default, initial DSA （页面存档备份，存于） support, LXC and ujail support |
| 22.03.0                                | 2022-09-06 | 5.10.138          | 22.03.6    | 2023-12-05 | 2024, April    | musl   | Firewall4 based on nftables, many new devices added, more targets converted to DSA, dark mode in LuCI, year 2038 problem handled, core components updated. |
| 23.05.0                                | 2023-10-13 | 5.15.134          | 23.05.2    | 2023-11-16 | 2025, March    | musl   | New devices added, ipq40xx target converted to DSA, default cryptographic library switched to mbedtls, core components updated. |
| 图例: 旧版本 旧版本，仍被支持 最新版本 |            |                   |            |            |                |        | |

## LEDE
Linux 嵌入式开发环境，即The Linux Embedded Development Environment （LEDE），该项目是OpenWrt项目的一个分支，成立于 2016 年 5 月，由部分 OpenWrt 核心开发者创立，原因是他们对 OpenWrt 内部管理流程产生了分歧。LEDE 项目延续了 OpenWrt 的目标，专注于嵌入式系统的开发，但引入了新的开发和治理流程。
2017 年 5 月，OpenWrt 和 LEDE 双方开始寻求项目的合并，并在经过一年的协调后，达成了共识。LEDE 开发者于 2017 年 6 月通过了合并提案，并在 2018 年 1 月正式宣布两者重新合并。
合并后，保留了 OpenWrt 的品牌名称，但在项目治理和开发流程上借鉴了 LEDE 的许多机制。该合并在 OpenWrt 18.06 版本发布之前完成。合并后的项目继续以 OpenWrt 名义运作，并维持其作为开源嵌入式 Linux 系统的重要地位。
| 版本    | 发布日期   | 内核    | 说明                                     |
| ------- | ---------- | ------- | ---------------------------------------- |
| 17.01.0 | 2017-02-22 | 4.4.50  | 第一个稳定版本                           |
| 17.01.1 | 2017-04-19 | 4.4.61  | Bug 修复和增强                           |
| 17.01.2 | 2017-06-12 | 4.4.71  | 安全修复                                 |
| 17.01.3 | 2017-10-03 | 4.4.89  | 安全修复                                 |
| 17.01.4 | 2017-10-18 | 4.4.92  | 安全修复（KRACK 漏洞，针对服务端的修复） |
| 17.01.5 | 2018-07-18 | 4.4.140 | 安全修复                                 |
| 17.01.6 | 2018-09-03 | 4.4.153 | 安全修复                                 |

## 特色
OpenWrt遵循著市集-哲學而且已知有著豐富的選項。功能如下：
- 可寫的根目录，讓使用者自行新增，移除或修改任何檔案。其原理是使用OverlayFS在只读的SquashFS上叠加可读写的JFFS2。[54][55]。SquashFS是一种只读的压缩文件系统，压缩率和gzip差不多。jffs2是一种日志类型的文件系统，专为NOR Flash设计。
- 包管理器opkg，類似dpkg，可讓使用者新增或移除軟體。软件仓库大約有3500個包。是一个可以从本地或遠端软件下载并安装OpenWrt包的轻量型实用工具。
- UCI (unified configuration interface) 腳本支持[56]
- 完整的硬體驅動程式支持。例如: 內建網路交換器及其VLAN-相容, WNIC（英语：Wireless network interface controller）s, DSL modems, FX（英语：Foreign exchange service (telecommunications)）等。
- 各種计算机網路設定如下:
  - 路由可透過iproute2, Quagga（英语：Quagga (software)）, BIRD（英语：Bird Internet routing daemon）等。
  - 支持多种 IPv6过渡机制
  - 網狀網路可經由B.A.T.M.A.N., OLSR（英语：Optimized Link State Routing Protocol）與IEEE 802.11s-相容的WNIC drivers
  - 無線功能。如裝置實現無線路由、無線接取器、無線橋接、强制门户，或結合一些裝置如: ChilliSpot、WiFiDog Captive Portal（英语：WiFiDog Captive Portal）等。
  - 無線安全: 包注入Packet injection（英语：包注入Packet injection），例如: Airpwn（页面存档备份，存于）、lorcon等。
  - 狀態防火牆、NAT和路由器端口扫描(port forwarding)經由netfilter；其他還有PeerGuardian（英语：PeerGuardian）已支持。
  - UPnP與NAT端口映射协议可透過 upnpd來設定。
  - port knocking（英语：port knocking）可透過knockd與knock達成。
  - TR-069[57]
  - IPS經由Snort
  - 使用多個互联网服务供应商達到負載平衡。
  - IP穿透(tunneling)
  - 網路監視與統計數據等。例如: RRDtool, collectd（英语：collectd）, Nagios, Munin lite（英语：Munin (network monitoring application)）, Zabbix等。
  - 域名系统 (DNS)和DHCP經由Dnsmasq、MaraDNS（英语：MaraDNS）等。
  - 动态DNS可負責修復互联网服务供应商的DNS，但不提供靜態IP地址
  - 無線分散系統(WDS) 包含WPA-PSK、WPA2-PSK、WPA-PSK/WPA2-PSK混合加密模式
- OpenWrt支持各種Linux已支持的硬體，並透過USB連線
  - 打印機
  - 移动上网卡（英语：Mobile broadband modem）
  - 网络摄像头
  - 音效卡
- 著名的軟件支持硬體 :
  - 文件分享經由Samba，(Windows相容)，NFS和FTP，經由打印服务器CUPS (spooling) 或 p910nd (non-spooling)分享列印功能。
  - PulseAudio, Music Player Daemon（英语：Music Player Daemon），音效與影像流經由DLNA/UPnP AV standards、iTunes (DAAP（英语：Digital Audio Access Protocol）) 伺服器
  - Asterisk
  - 使用Mosquitto实现的MQTT
- 可延伸的Ajax，由LuCI支持[58]
- 系統更新，即便裝置已不再受原廠支持。

### Web 界面
在8.09版之前，OpenWrt提供最小GUI。OpenWrt推出8.09及日後新版中，有更多的Web界面可供選擇。這個新界面基於LuCI，是一種MVC架構，由Lua語言撰寫。
X-Wrt是一個專為OpenWrt所設計的套件，是LuCI以外的另一種選擇，在包倉庫中名為webif，由使用者自行下載安裝。

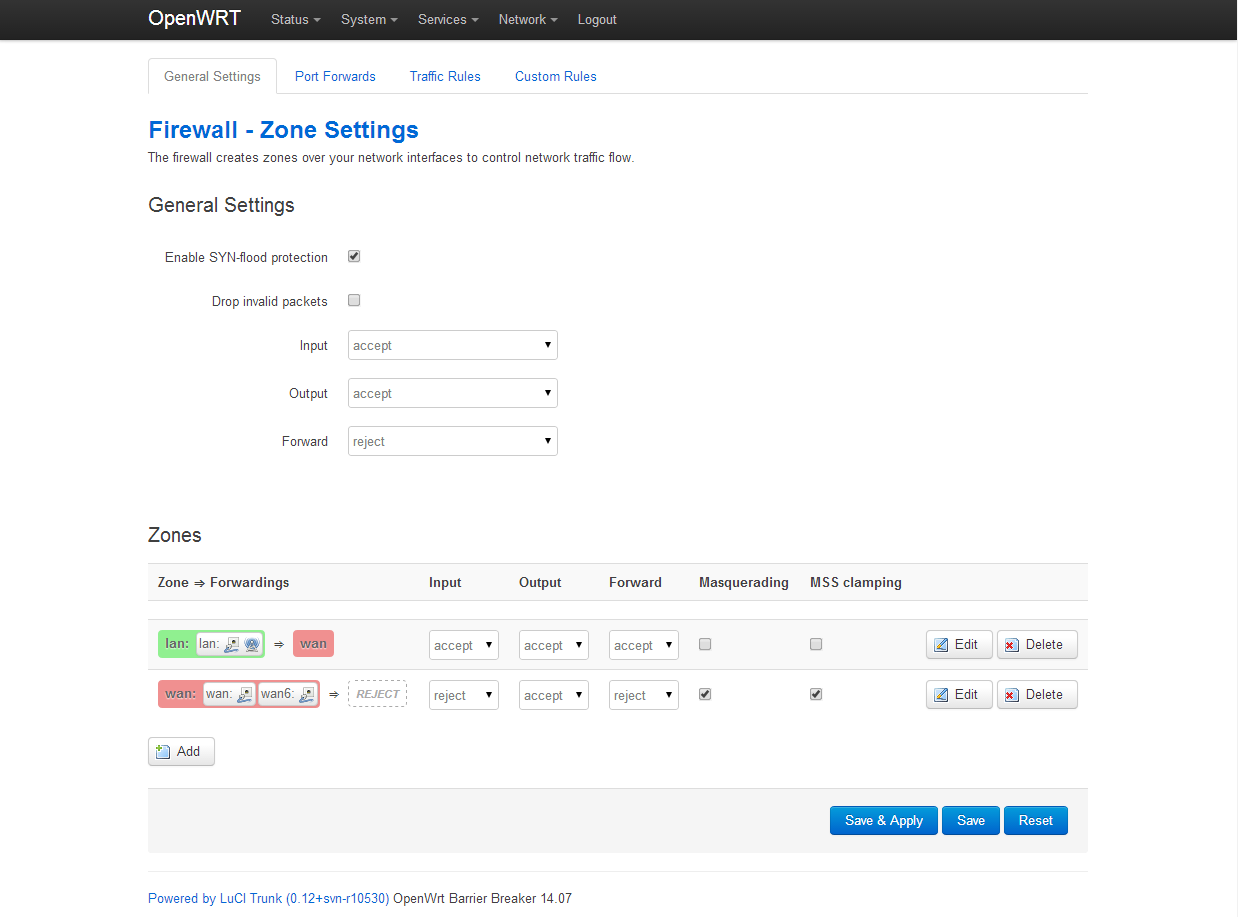
LuCI
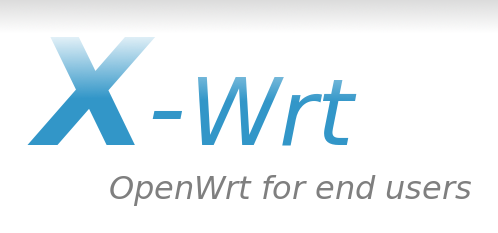
X-Wrt
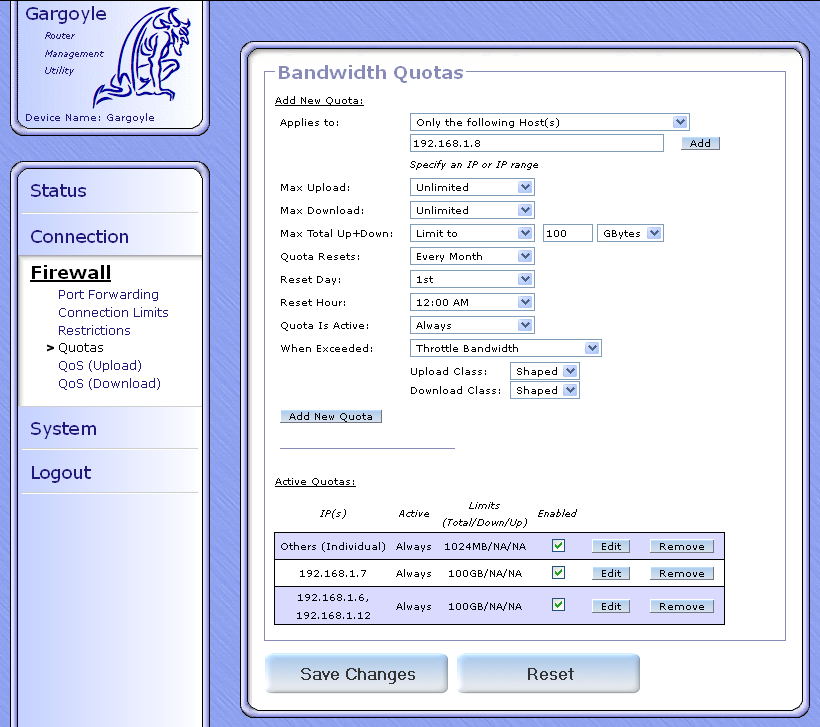
Gargoyle

## 应用
- 用于脱机离线下载
- VPN服务器
- SSH服务器
- 网络代理
- 主机游戏加速
- 内网穿透
- 动态DNS
- 单线多拨及带宽叠加
- 多线路拨号宽带叠加
- QoS智能限速
- 远程视频监控
- 去除广告，屏蔽恶意域名
- 网络打印机
- 软路由
- 比特币挖矿
- Docker
- 高可用性（HA）和负载均衡[60]

## 硬件兼容性
OpenWrt運行許多不同的路由器，並在其網站上包括一個兼容硬件表。在其買家指南中，比起博通，他们更建议购买高通Atheros芯片设备。
OpenWrt在各大社区和无私贡献的帮助下，你甚至在传统的ARM硬路由上可以见到OpenWrt的身影，也能部署在x86-64的传统电脑软路由里OpenWrt的兼容性远远不止如此。

## 正式採用
OpenWrt，特別是其Buildroot構建系統，已經採用了很多次：
- Freifunk（英语：Freifunk）及其他網狀網絡社區
- Bufferbloat.net (Cerowrt)
- IETF IPv6集成項目HIPnet和HomeNet是基於OpenWrt

## 衍生分支
- LEDE作為OpenWrt項目的分支機構而成立，並擁有許多相同的目標。现在已与OpenWRT合并。
- CeroWrt –  目的是補充debloat測試kernel tree，並為緩衝區修復的現實世界測試提供一個平台[63][64]
- Coova chilli –  基於OpenWrt的專注於無線熱點，一個chillifire的分支專注於無線熱點管理
- Gargoyle –  OpenWrt的一個Web界面，強調可用性，後來分支到一個單獨的分發
- Flukso –  使用Atheros AR2317芯片組的無線傳感器節點，運行修補的OpenWrt OS進行通信。GitHub上提供的源和硬件原理圖。
- Fon –  基於OpenWrt的無線路由器充當熱點。fonosfera.org上的源和工具鏈
- Linino –  基於OpenWrt的基於MIPS架構的Arduino的分發：GitHub項目
- Midge Linux –  基於英飞凌 ADM-5120 SoCs的設備的基於OpenWrt的發行版，例如Edimax BR-6104K和BR-6104KP。
- OpenSAN –  iSCSI目標存儲區域網絡實現。
- PacketProtector –  基於OpenWrt的安全分發，包括IDS，IPS（英语：Internet Provider Security），VPN和Web防病毒功能。

軟件包包括Snort，Snort-inline，FreeRADIUS，OpenVPN，DansGuardian和ClamAV。
這些工具可以通過OpenWrt的舊Web GUI管理界面訪問，稱為X-Wrt或webif^2。項目於2012年6月7日結束。
- Turris Omnia（英语：Turris Omnia）的Omnia路由器是使用OpenWrt的衍生運行
- 無線社區網絡的多種草根項目，包括Freifunk，Libre-Mesh和qMp
- libreCMC（英语：libreCMC） –  基於OpenWrt的分發，沒有非自由軟件或二進制blob，由自由軟件基金會認可[66]
- Asuswrt（asuswrt-merlin），載體為Asus網通產品。
- 部分企业如小米、TP-Link 和 D-Link 发布的家用路由器固件是基于 OpenWrt 的二次开发版本。[67][67][68]
- ImmortalWrt - 一个OpenWrt的衍生版本，主要由中国的开发者社区维护。[69][70]
- 友善电子生产的Nano Pi系列的Soc设备，并提供基于 OpenWrt 的衍生操作系统 FriendlyWrt。[71]

## 路由器固件項目列表
- 客制路由器韌體清單
  - LEDE - OpenWRT的分支專案，现已与OpenWrt主项目合并。